# Carter Family
De Carter Family was een van het Amerikaanse platteland afkomstige countrymuziekgroep, die optrad tussen 1927 en 1943, daarna bestaan heeft onder de naam Carter Sisters en in 1988 een album uitbracht onder de oude naam. Hun hillbillymuziek was van grote invloed op zowel de latere bluegrass, country, pop- als rockmuziek. De Carter Family had als bijnaam The First Family Of Country Music. 

## Historie

### Eerste generatie
De originele groep was een trio bestaande uit A.(lvin) P.(leasant) Carter (zang), zijn vrouw Sara Dougherty Carter (leadzang en autoharp) en Maybelle Carter (harmonyzang en gitaar). Maybelle was getrouwd met A.P.'s broer Ezra (Eck) Carter en was een nicht van Sara Carter. Alle drie waren geboren in het zuidwesten van de Amerikaanse staat Virginia, waar ze opgroeiden met de strakke zangharmonieën van de kerkmuziek. A.P. zong bas, Sara alt en Maybelle sopraan. Maybelles kenmerkende en innovatieve stijl van gitaarspelen (melodie en begeleiding gelijktijdig) werd al gauw een kenmerk van de groep.
Op 1 augustus 1927 nam het trio in de studio van platenpionier Ralph Peer voor het eerst een nummer op; Bury Me Under The Weeping Willow. Die dag werden nog drie liedjes opgenomen, en de volgende dag nog twee. De opnamen maakten deel uit van de zogenaamde Bristol Sessions, waaraan een groot aantal lokale artiesten deelnam. Per opgenomen lied werd 50 dollar uitgekeerd. Behalve de Carter Family nam ook de latere countryster Jimmie Rodgers deel aan de opnamesessies. Op 4 november van dat jaar bracht platenmaatschappij Victor Records een tweezijdige 78 toerenplaat uit met daarop de nummers Wandering Boy en Poor Orphan Child. Op 20 januari 1928 werd een tweede plaat uitgebracht met Bury Me Under The Weeping Willow en Little Log Cabin By The Sea, en op 2 december een derde plaat, met The Storms Are on the Ocean en Single Girl, Married Girl. Deze werd zeer populair.
In mei 1928 werden onder leiding van Peer in een studio in Camden opnieuw een aantal nummers opgenomen. Hiervoor ontvingen de Carters 600 dollar en een contract waarmee ze aanspraak maakten op een klein deel van de royalty's voor verkoop van platen en bladmuziek. In februari 1929 vond een nieuwe opnamesessie plaats. Tegen het eind van 1930 had de Carter Family 300.000 platen verkocht, van Anchored In Love alleen al 100.000.
Ondanks deze verkopen hadden de Carters echter nooit het financiële succes zoals dat van Jimmie Rodgers of Gene Autry. Ze hebben nooit echt de sprong gemaakt naar het enorme  publiek van de netwerkradiozenders en de Hollywood-films, maar bleven terugkeren naar hun geliefde Clinch Valley, walgend of verbaasd over de showbusiness.
A.P. realiseerde zich dat hij financieel kon profiteren van de liedjes die hij verzamelde.
Hij reisde daarom veel door het zuidwesten van Virginia op zoek naar nieuw materiaal.
In de vroege jaren dertig raakte hij bevriend met Lesley Riddle, een zwarte gitaarspeler uit Kingsport die hem vergezelde op zijn zoektochten. Lesleys bluesgitaarspel beïnvloedde de Carters, met name Maybelle die nieuwe technieken van hem leerde. In juni 1931 namen de Carters deel aan een opnamesessie samen met Jimmie Rodgers. Later toerde de groep onder meer met The Cook Family Singers.

### Tweede generatie
Het huwelijk van A.P. en Sara liep stuk in 1932, maar werd pas in 1939 ontbonden. De groep bleef in optredens echter nog bij elkaar. Aan het eind van de jaren dertig reisde de Carters naar het zuiden van de staat Texas. Een radiostation in de Mexicaanse grensplaats Villa Acuña zond twee keer per dag een optreden uit van de groep, die alleen voor de radio-optredens uitgebreid was met de kinderen van Sara en A.P. (Janette en Joe) en die van Maybelle en Ezra (June, Helen en Anita).
Een jaar later, in de winter van 1938/1939, had de Carter Family zich gevestigd in San Antonio. In San Antonio nam de familie radioprogramma's op die door diverse radiostations net over de Mexicaanse grens werden uitgezonden.
In de herfst van 1942 verplaatsten de Carters hun programma naar WBT radio in Charlotte waarmee ze een eenjarig contract hadden afgesloten. Hun programma werd 's ochtends uitgezonden tussen 5:15 en 6:15 uur. Gedurende deze tijd traden de Carters ook vaak live op in scholen en kerken. In 1943 verliet A.P. de groep, Sara verhuisde naar Californië, maar Maybelle ging door met haar kinderen als de Carter Sisters and Mother Maybelle.
Ook Sara en A.P. namen in de jaren vijftig een aantal platen op met hun kinderen Janette en Joe onder de naam The A.P. Carter Family. Na de dood van A.P. in 1960 kwamen Maybelle en Sara samen voor een korte tournee, weer onder de naam Carter Family. De tournee vond plaats op het hoogtepunt van de populariteit van folkmuziek in de jaren zestig.

### Derde generatie
In 1987 werd door de zussen June Carter Cash met Helen en Anita Carter en June's dochter Carlene Carter de Carter Family heropgericht. Zij waren te zien in 1987 op een televisie-aflevering van Austin City Limits samen met June's echtgenoot Johnny Cash. In !988 verscheen bij PolyGram hun album Wildwood Flowers.
In 2010 brachten John Carter Cash (kleinzoon van Maybelle Carter, zoon van June Carter Cash en Johnny Cash) en Dale Jett (kleinzoon van A.P. en Sara Carter) samen met Johns toenmalige vrouw Laura (Weber) Cash als The Carter Family III het album Past & Present uit.

## Revival
Gedurende de jaren 1960 werd veel van hun werk opnieuw ontdekt en uitgevoerd door een nieuwe generatie folkartiesten. Een goed voorbeeld daarvan is Joan Baez die op haar vroege Vanguardalbums uitvoeringen opnam van Wildwood Flower, Little Moses, Engine 143, Pal of Mine en Gospel Ship.

## Onderscheidingen
De Carter Family werd in 1970 opgenomen in de Country Music Hall of Fame. Maybelle en Sara overleden in respectievelijk 1978 en 1979.
In 1988 werd The Carter Family opgenomen in de Grammy Hall of Fame en kreeg de groep een hoge onderscheiding voor het lied Can the Circle Be Unbroken. In 1993 bracht het Amerikaanse postbedrijf een postzegel uit ter ere van A.P., Sara, en Maybelle Carter. In 2001 werd de groep opgenomen in de internationale Bluegrasseregalerij (International Bluegrass Music Association's Hall of Honor).
Een vernieuwde versie When The World's On Fire werd gebruikt in de soundtrack van de game Far Cry 5 die in 2018 verscheen.

## Personen met actieve perioden in de Carter Family
- A. P. Carter (1927-1944, 1952-1956)
- Maybelle Carter (1927-1978)
- Sara Carter (1927-1944, 1952-1956, 1960-1971)
- Janette Carter (1939-1940, 1952-1956)
- Helen Carter (1939-1940, 1944-1996)
- June Carter Cash (1939-1940, 1944-1969, 1971-1996)
- Anita Carter (1939-1940, 1944-1996)
- Joe Carter (1952-1956)
- John Carter Cash (2012-)
- Dale Jett (2012-)
- Carlene Carter (1987-)
- Laura Cash (2012-2016)